# Metlice trsnatá
Metlice trsnatá (Deschampsia cespitosa
nebo Deschampsia caespitosa) je pěstovaná divoká rostlina z čeledě lipnicovité (Poaceae).

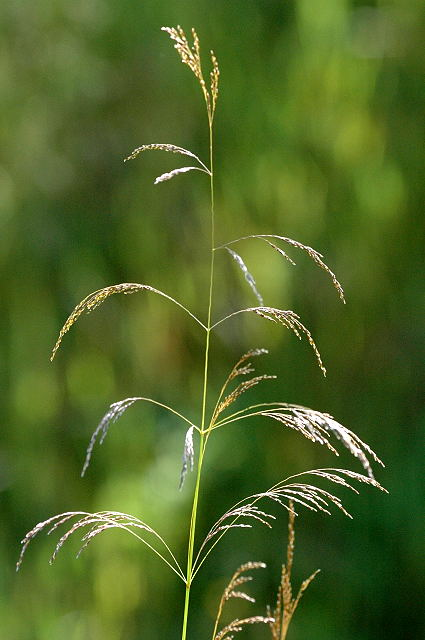
Květenství

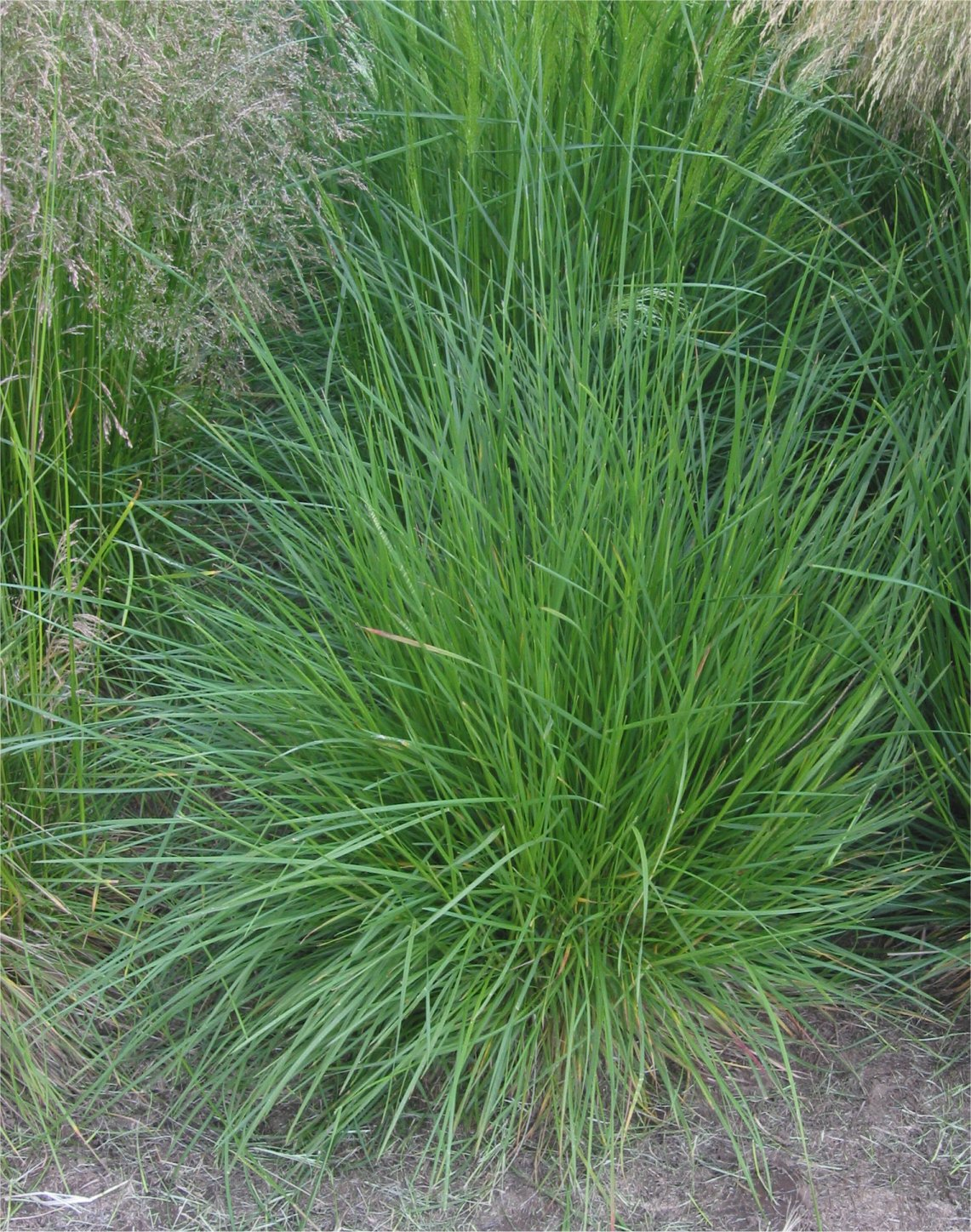
Travina tvoří husté trsy

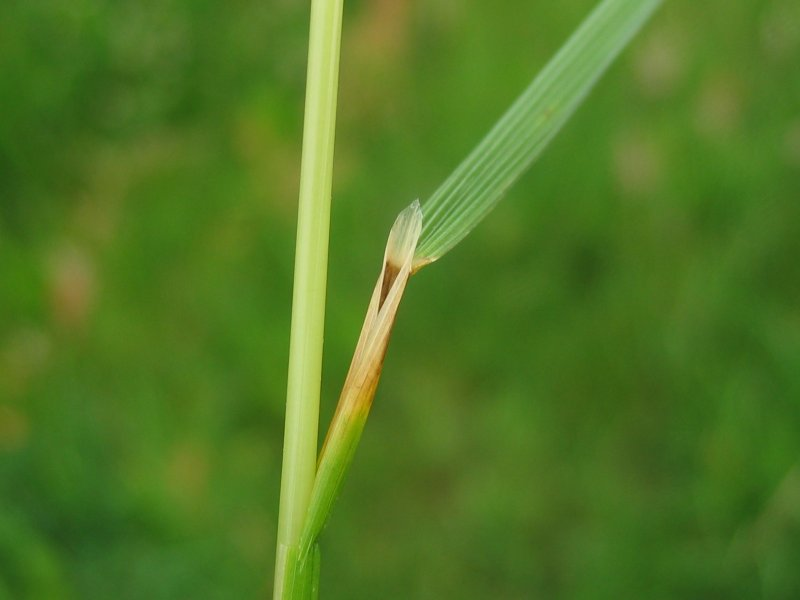
Listová pochva

## Pojmenování
Rod je pojmenován po francouzském přírodovědci jménem Louis Deschamps.

## Popis
Travina je vysoká 30 až 150 (200) cm, tvořící husté, hrubé trsy. Klasy jsou až 50 cm dlouhé a až 20 cm široké. Kvete od poloviny června do srpna.

## Synonyma
- Aira caespitosa L.
- Aira cespitosa L., orth. var.
- Deschampsia bottnica (Wahlenb.) Trin.
- Deschampsia caespitosa (L.)
- Deschampsia cespitosa (L.)
- Deschampsia glauca C. Hartm.
- Deschampsia mackenzieana Raup
- Deschampsia obensis Rosh.
- Deschampsia paramushirensis Honda
- Deschampsia pumila (Ledeb.) Ostenf.
- Deschampsia sukatschewii (Popl.) Rosh.

## Rozšíření
Travina je široce rozšířena v Severní Americe, v mnoha částech Jižní Ameriky a Eurasie. Často se nachází v stepních společenstvích, v prériích na západním pobřeží Severní Ameriky s Festuca idahoensis a Nassella pulchra. V Americe patrně není původně domácí. V horských oblastech ji najdeme v tropech Afriky, Asie a také v Austrálii (Tasmánie) a na Novém Zélandu. Vyskytuje se na mokrých vlhkých loukách, pastvinách, močálech, ve vlhkých, opadavých lesích a na paloucích. Trávy preferují mírně až středně kyselé, humózní půdy, bohaté na živiny. Lze ji nalézt v lesních společenstvích s duby a buky (Quercus-Fagetae).

## Poddruhy
Jsou známy tyto poddruhy:
- Deschampsia cespitosa subsp. alpina
- Deschampsia cespitosa subsp. beringensis
- Deschampsia cespitosa subsp. borealis
- Deschampsia cespitosa subsp. brevifolia
- Deschampsia cespitosa subsp. cespitosa
- Deschampsia cespitosa subsp. holciformis
- Deschampsia cespitosa subsp. obensis
- Deschampsia cespitosa subsp. orientalis

## Kultivary
Pěstované dekorativní kultivary
- metlice trstnatá Deschampsia cespitosa 'Palava' (Rajnochová 2000)[4]
- metlice trstnatá Deschampsia cespitosa 'Goldtau'(Bs – Bornim) - nápadně nízký vzrůst, trs je vysoký jen 30 – 40 cm[5]
- metlice trstnatá Deschampsia cespitosa 'Bronzeschleier' (Foerster 1963) – kompaktní trsy jsou vysoké 40 cm, v květu dosahují 80 cm. Jemné, tmavě zlatě hnědé laty[5]
- metlice trstnatá Deschampsia cespitosa 'Goldgehänge' (Pagels) – kultivar má nižší a slabší vzrůst, laty jsou při metání zelenavě zlaté.[5]
- metlice trstnatá Deschampsia cespitosa 'Goldschleier' (Pagels) – výšku má skoro stejnou jako kultivar ‘Bronzeschleier’, ale není tak robustní.[5]
- metlice trstnatá Deschampsia cespitosa 'Goldstaub' - laty jsou stříbřitě zelené, později zlatožluté.[5]
- metlice trstnatá Deschampsia cespitosa 'Tardiflora' (Foerster 1961) – robustní[5]
- metlice trstnatá Deschampsia cespitosa 'Tauträger' (Pagels) - trsy jsou vysoké 50 cm[5]

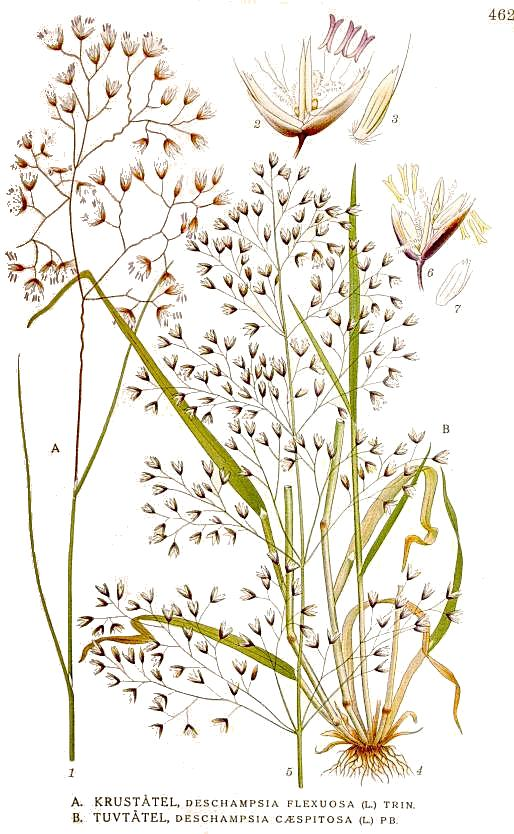
Popisný obrázek

## Použití
Trvalka do výsadeb v zahradách a parcích. Velmi odolná travina, která roste na vlhkých půdách, ale snáší i sucho. Roste na slunci i ve stínu. Je mrazuvzdorná. Rozmnožujeme ji snadno dělením trsů na podzim, nebo na jaře, ale lze ji množit i výsevem. Na stanovišti se sama vysévá, může zaplevelovat. Pouze kultivar metlice trstnatá Deschampsia caespitosa 'Palava' netvoří semena, je sterilní (lze jej ale množit dělením trsů).
Sušené květní laty se dají použít k aranžování.
Je na seznamu rostlinných druhů, jejichž rozmnožovací materiál se smí uvádět na trh jen náleží-li k odrůdě registrované ve Státní odrůdové knize.

## Ohrožení
Ve státech Connecticut, Indiana, Kentucky, Massachusetts je metlice trstnatá (Deschampsia caespitosa), nebo její poddruh, ohroženým druhem.